# Asplenium boltonii
Asplenium boltonii är en svartbräkenväxtart som beskrevs av William Jackson Hooker och Schelpe. Asplenium boltonii ingår i släktet Asplenium och familjen Aspleniaceae. Inga underarter finns listade.